# Francisco de Meneses
Francisco de Meneses est le 3e gouverneur du Ceylan portugais.